# Вішиній
Вішиній (рум. Vișinii) — село у повіті Келераш в Румунії. Входить до складу комуни Індепенденца.
Село розташоване на відстані 87 км на схід від Бухареста, 15 км на північний захід від Келераші, 116 км на захід від Констанци, 142 км на південний захід від Галаца.

## Населення
За даними перепису населення 2002 року у селі проживали 587 осіб, усі — румуни. Усі жителі села рідною мовою назвали румунську.